# White Fox (Saskatchewan)
White Fox es un pueblo canadiense situado en la provincia de Saskatchewan.

## Superficie
White Fox tiene una superficie de 0,99 km².

## Demografía
En 2021, tenía 343 habitantes, una densidad poblacional de 344,9 hab./km², y 175 viviendas.